# فيولا فالنتينو
فيولا فالنتينو (بالإيطالية: Viola Valentino)‏ هي مغنية وممثلة إيطالية، ولدت في 1 يوليو 1949 في Canzo ‏ في إيطاليا.

## وصلات خارجية
- فيولا فالنتينو على موقع IMDb (الإنجليزية)
- فيولا فالنتينو على موقع ميوزك برينز (الإنجليزية)
- فيولا فالنتينو على موقع ميوزك برينز (الإنجليزية)
- فيولا فالنتينو على موقع ديسكوغز (الإنجليزية)
- فيولا فالنتينو على موقع ديسكوغز (الإنجليزية)
- فيولا فالنتينو على موقع قاعدة بيانات الفيلم (الإنجليزية)
- فيولا فالنتينو على موقع كينوبويسك (الروسية)